# کریس وان دن وینگرت
کریس وان دن وینگرت (انگلیسی: Chris van den Wyngaert؛ زادهٔ ۲ آوریل ۱۹۵۲) یک استاد دانشگاه و قاضی اهل بلژیک است.
وی از سال ۲۰۰۹ تا ۲۰۱۸ قاضی دیوان بین‌المللی کیفری است.
او در اتاق بخش محاکمه خدمت می‌کرد. در ۸ ژوئیه ۲۰۱۳، پادشاه بلژیک، آلبرت دوم، ون دن وینگرت رابه دلیل خدماتش به عنوان قاضی، به عنوان بارونس شناخت. او از سال ۲۰۰۳ تا ۲۰۰۵ قاضی دادگاه کیفری بین‌المللی برای یوگسلاوی سابق و از سال ۲۰۰۰ تا ۲۰۰۲ قاضی موقت در دیوان بین‌المللی دادگستری بود. 

## مناصب
- ۱۹۷۴ اخذ مدرک حقوق، دانشگاه وریج بروکسل، بلژیک [۲]
- دهه ۱۹۷۰ حرفه جایگزین به عنوان خواننده و ترانه سرا، اجرا با فره گریگنارد و وانس ون د والده، و نهایتا ضبط طولانی.[۳]
- ۱۹۷۹ پی‌اچ‌دی در حقوق، دانشگاه بروکسل، بلژیک [۴]
- ۱۹۸۰ پی‌اچ‌دی پایان نامه با جایزه هنری رولین اهدا شد.
- از ۱۹۸۵ استاد قانون کیفری در دانشگاه آنتورپ
- عضو مدعو مرکز مطالعات حقوقی اروپا (۱۹۹۴–۱۹۹۶) و مرکز تحقیقات حقوق بین‌الملل (۱۹۹۶–۱۹۹۷) در دانشگاه کمبریج؛ [۵]
- ۲۰۰۱ استاد مدعو در دانشگاه استلنبوش
- ۲۰۰۰–۲۰۰۲ قاضی موقت در پرونده، سیاستمدار اهل کنگو، یرودیا [۶]

### قاضی دادگاه کیفری بین‌المللی برای یوگسلاوی سابق، ۲۰۰۳–۲۰۰۹
- ۲۰۰۳–۲۰۰۵: قاضی قیم در دادگاه بین‌المللی کیفری یوگسلاوی سابق؛ [۷]
- از ۱۷ نوامبر ۲۰۰۵ (دوره تا ۲۰۰۹): قاضی دائم  در دادگاه کیفری بین‌المللی برای یوگسلاوی سابق.[۸]

### قاضی دادگاه کیفری بین‌المللی، ۲۰۰۹–۲۰۱۸
در مارس ۲۰۱۲، ریاست دیوان بین‌المللی کیفری اعلام کرد که ون دن وینگرت و قاضی‌های همکارش کونیکو اوزاکی و شیلی ایبوئه-اوسوجی، دادگاه V را تشکیل خواهند داد که مسئول تحقیقات دادستان در کنیا خواهد بود.در آوریل ۲۰۱۳، ون دن وینگرت درخواست کرد که از استماع پرونده جنایات علیه بشریت در مورد اوهورو کنیاتا و ویلیام روتو پس از زیر سؤال بردن عملکرد دادستان تحت نظر فاتو بنسودا معاف شود. 
زمانی که جنگ سالار کنگو ژرمن کاتانگا در مارس ۲۰۱۴ به دلیل شراکت در جنایت علیه بشریت و جنایات جنگی از جمله قتل و غارت - که تنها دومین محکومیت در تاریخ ۱۲ ساله دیوان کیفری بین‌المللی است - محکوم شد، وان دن وینگرت در این موضوع با دو قاضی همکارش فاتوماتا دمبله دیارا و برونو کوت کاملا موافق نبود. در مخالفتش، او استدلال کرد که محاکمه کاتانگا بیش از حد به طول انجامیده‌است و او می‌باید در سال ۲۰۱۳ به همراه متهم همکارش ماتیو نگودجولو تبرئه می‌شد. او همچنین معتقد بود که کاتانگا عمداً مسئول این جنایات نیست و گفت که محکوم کردن او به‌عنوان دستیار غیرمنصفانه است، درحالی‌که او در ابتدا به دلیل اصلی بودن در ارتکاب جنایات متهم شده بود.

## فعالیت‌های دیگر
کریس وان دن وینگرت در کمیته راهبری ابتکار جنایات علیه بشریت است که در سال ۲۰۰۸ نیاز به یک کنوانسیون جهانی جدید و جامع در مورد پیشگیری و مجازات جنایات علیه بشریت را مورد مطالعه قرار داد. 
او همچنین به عنوان گزارشگر انجمن حقوق بین‌الملل در مورد استرداد و حقوق بشر و گزارشگر عمومی انجمن بین‌المللی کیفری در بوداپست در رابطه با همکاری بین‌المللی برای مبارزه با جرایم سازمان‌یافته خدمت کرده است.

## تقدیر
- ۲۰۰۱ - مدرک افتخاری از دانشگاه اوپسالا ، سوئد [۱۴]
- ۲۰۰۶- جایزه حقوق بشر از   Liga voor Mensenrechten
- مدرک افتخاری از دانشگاه بروکسل [۱۵]